# Zhangduangu (köpinghuvudort i Kina, Hebei Sheng, lat 38,13, long 114,94)
Zhangduangu är en köpinghuvudort i Kina. Den ligger i provinsen Hebei, i den norra delen av landet, omkring 230 kilometer sydväst om huvudstaden Peking. Antalet invånare är 42 911. Befolkningen består av 20 961 kvinnor och 21 950 män. Barn under 15 år utgör 17,0 %, vuxna 15-64 år 74 %, och äldre över 65 år 8,0 %.
Runt Zhangduangu är det tätbefolkat, med 913 invånare per kvadratkilometer. Närmaste större samhälle är Beisu, 12,1 km väster om Zhangduangu. Trakten runt Zhangduangu består till största delen av jordbruksmark.
Genomsnittlig årsnederbörd är 702 millimeter. Den regnigaste månaden är juli, med i genomsnitt 228 mm nederbörd, och den torraste är januari, med 4 mm nederbörd.